# Куба (Алабама)
Куба (англ. Cuba) — місто (англ. town) в США, в окрузі Самтер штату Алабама. Населення — 306 осіб (2020).

## Географія
Куба розташована за координатами 32°26′27″ пн. ш. 88°22′29″ зх. д. / 32.44083° пн. ш. 88.37472° зх. д. (32.440733, -88.374798). За даними Бюро перепису населення США в 2010 році місто мало площу 10,54 км², з яких 10,52 км² — суходіл та 0,02 км² — водойми.

## Демографія
Згідно з переписом 2010 року, у місті мешкало 346 осіб у 148 домогосподарствах у складі 109 родин. Густота населення становила 33 особи/км². Було 193 помешкання (18/км²).
Расовий склад населення:
| - 85,3 % — білих - 13,0 % — чорних або афроамериканців - 0,6 % — корінних американців |

До двох чи більше рас належало 1,2 %. Частка іспаномовних становила 0,3 % від усіх жителів.
За віковим діапазоном населення розподілялося таким чином: 19,4 % — особи молодші 18 років, 57,5 % — особи у віці 18—64 років, 23,1 % — особи у віці 65 років та старші. Медіана віку мешканця становила 49,2 року. На 100 осіб жіночої статі у місті припадало 95,5 чоловіків; на 100 жінок у віці від 18 років та старших — 89,8 чоловіків також старших 18 років.
Середній дохід на одне домашнє господарство становив 49 123 долари США (медіана — 40 673), а середній дохід на одну сім'ю — 56 066 доларів (медіана — 49 583). За межею бідності перебувало 21,0 % осіб, у тому числі 17,5 % дітей у віці до 18 років та 5,6 % осіб у віці 65 років та старших.
Цивільне працевлаштоване населення становило 261 осіб. Основні галузі зайнятості: освіта, охорона здоров'я та соціальна допомога — 25,3 %, мистецтво, розваги та відпочинок — 19,2 %, транспорт — 7,7 %, виробництво — 6,9 %.

## Галерея

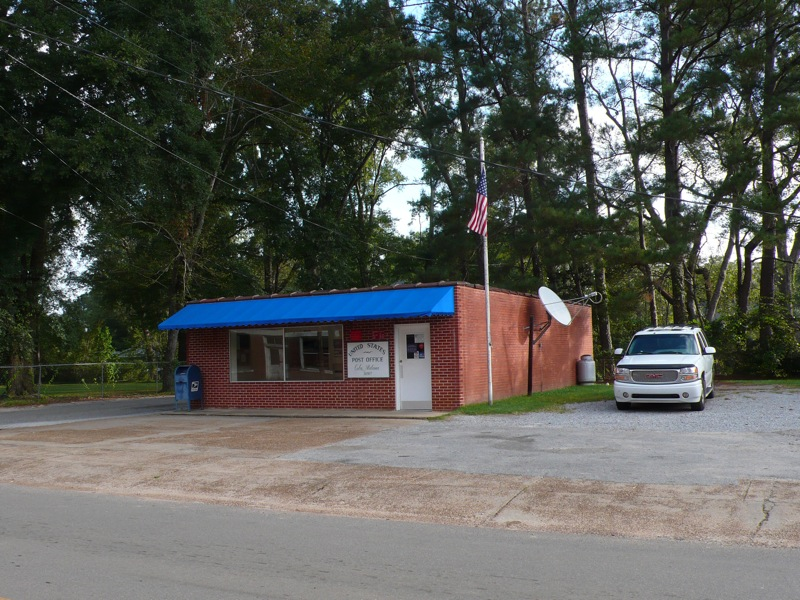
Поштове відділення
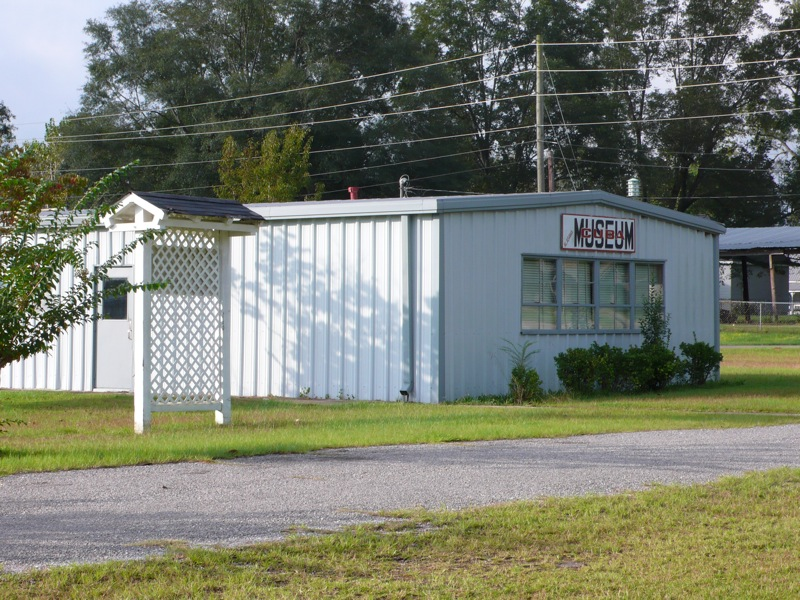
Музей